# Dick Ramberg
Richard L. „Dick“ Ramberg (* 28. August 1940; † 7. März 2013) war ein US-amerikanischer Musiker (Klarinette, auch Piano und Gesang,), der in der Dixieland Jazzszene der Twin Cities aktiv war.
Ramberg, der bereits als Kleinkind erblindet war, erhielt von seiner Mutter ersten Klavierunterricht erhielt, bevor er zur Klarinette wechselte. Er graduierte an der Minneapolis Roosevelt High School, bevor er an der University of Minnesota studierte, wo er zwei Master-Abschlüsse erwarb. Zunächst arbeitete mit seiner eigenen Formation, den Mississippi Counts, und gehörte auch der Hall Brothers Band an; 1962 wechselte er zu Doc Evans. Anfang 1968 wurde er Klarinettist und Pianist zunächst der Barbary Coast Band und dann der aus ihr entstehenden Bands, mit denen er fünf Alben einspielte. Nach Tom Lord spielte Ramberg zwischen 1960 und 1975 er fünf weitere Tonträger ein, u. a. mit den Mill City Seven und der Upper Mississippi Jazz Band (1972). Unter eigenem Namen legte er das Album  I Remember When vor, mit Jazzstandards wie Georgia on My Mind, Do You Know What it Means to Miss New Orleans und Sweet Georgia Brown.